# Hubert Schonger

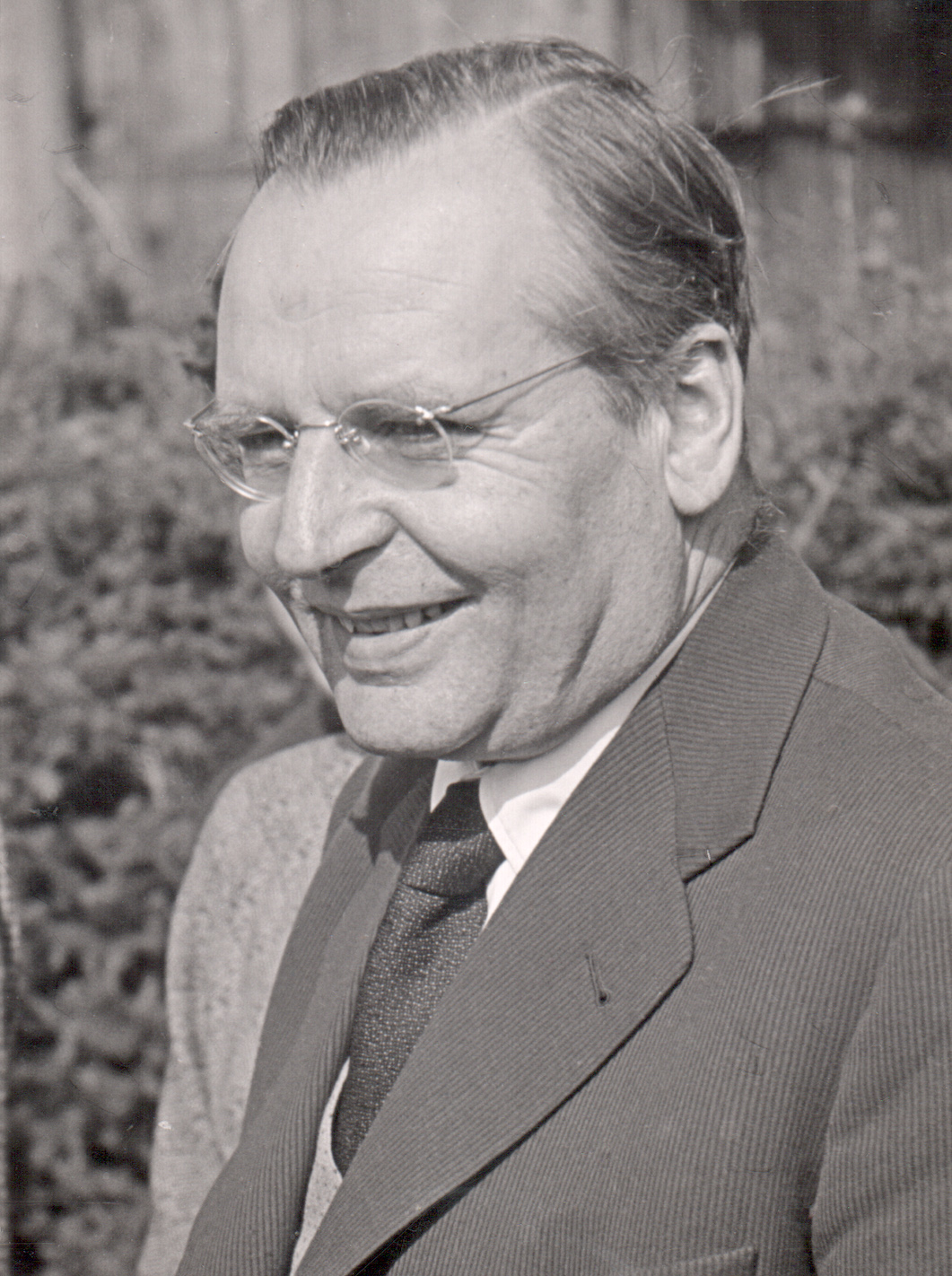
Porträt von Hubert Schonger

Hubert Schonger (* 19. Oktober 1897 in Bachhagel, Bezirksamt Dillingen an der Donau, Deutschland; † 21. Februar 1978 in Inning am Ammersee) war ein deutscher Filmregisseur und Filmproduzent. Er hat sich sowohl als Filmemacher als auch als Filmproduzent in den Genres: Kulturfilm und Naturfilm, Musikfilm, Märchenfilm und Literaturverfilmungen, Heimatfilm und Bergfilm einen Namen gemacht. Darüber hinaus war er Gründer und Leiter der deutschen Filmproduktionsfirma Schongerfilm.

## Leben
In Berlin baut Schonger 1923 die Produktionsfirma „Naturfilm Hubert Schonger“ auf. Nach dem Zweiten Weltkrieg wirkt er mit seiner Firma „Schonger-Film“ mit Sitz in Inning am Ammersee im bayerisch-österreichischen Raum.

### Start mit Natur- und Tierfilmen
Schon früh interessiert sich Hubert Schonger für die Natur. 1923 wird Hubert Schonger auf Bitten des Filmpioniers Hermann Hähnle aus Giengen Vogelwart auf der Vogelschutzinsel Mellum. Dort entsteht in Zusammenarbeit mit Hermann Hähnle sein erster Film: Mellum – das Vogelparadies in der Nordsee. Der Film ist heute noch überliefert und ist heute bei der Erbengemeinschaft Hermann Hähnle in Wien erhalten.
Die Firma „Naturfilm Hubert Schonger“ hat in den 1920er Jahren zahlreiche Filme über einzelne Landkreise und Regionen in Deutschland gedreht. Durch das schöne Westfalen heißt 1929 einer von ihnen, andere Titel lauten: Schwäbische Heimat, Der Schwarzwald, Winter im Bayrischen Wald, Holzritt auf dem Königssee, Das Steinerne Meer, Schlesien, Im Lande des Vogelzuges (ein sechsteiliger Film über die Kurische Nehrung), Im Spreewald, Sonniges Land (über den östlichen Harz), Helgoland, Hermann Löns und seine Heide. Sowohl Flusslandschaften Ahoi – Ein Film von der Elbe, Der schaffende Rhein, Die Mosel als auch Städte wie Villingen im Schwarzwald: Eine schöne alte Stadt, wie Quedlinburg: Eine alte Stadt am Harz oder auch Hamburg oder Berlin werden in Filmen porträtiert.
In ferne Länder unternimmt er Filmexpeditionen, unter anderem nach Afrika, nach Alaska, in die Arktis oder nach Südamerika. Es entstehen Filme wie der fünfteilige Kulturfilm Auf der Suche nach Atlantis (Teil 1: Auf der Suche nach Atlantis – Teil 2: Am Ölhahn der Welt. Curaçao und Kolumbien – Teil 3: Mit 50.000 PS durch Urwald und Sumpf – Teil 4: Die letzten Mayas – Teil 5: Venezuela, das Land ohne Schulden.), Alaskas weiße Wunderwelt, Am Rande des ewigen Eises oder Aegypten, das Land der Pyramiden. Er begleitet Flugpioniere auf ihren Flügen mit der Kamera wie den englischen Flugpionier Alan Cobham bei Der schwarze Kontinent, wie ihn der Vogel sieht und Walter Mittelholzers Afrika-Flug 1930. Zum Film Island veröffentlicht Hubert Schonger 1927 die Publikation Auf Islands Vogelbergen, die von der Staatlichen Stelle für Naturdenkmalpflege in Preußen herausgeben wird.
Neben Tierfilmen wie Am Horst der wilden Adler, Wisent in Not und Naturfilmen wie Mit der Kamera durch den Deutschen Wald, Ein Würger im Pflanzenreich, Die Blume der Träume, Wunder der Natur oder Petri Heil produziert Hubert Schonger Filme aus dem Bereich: Verkehr wie Die letzten Segelschiffe von Heinrich Hauser (1931), an Bord des Viermasters Pamir, Seefahrt ist not! und Kontakt über die Luftfahrt im Weltverkehr, aus dem Thema Sport wie Fröhliches Turnen, Mädels rudern auf Saale und Unstrut und aus den Bereichen Industrie und Technik: Mensch und Maschine, Ein Zündholz erobert die Welt, Kampf mit dem Staube Im deutschen Museum München, Koks, Beim Köhler und In den Schiefergruben des Sauerlands.
1933 schreibt Hubert Schonger zum 10-jährigen Firmenbestehen: Das Ergebnis: 244 Film aus Natur- Menschenleben, Technik und Wirtschaft, Filme aus der deutschen Heimat, zum großen Teil zu einer Zeit hergestellt, als die großen Aufgaben des Kulturfilms noch wenig erkannt wurden.
Neben der Filmproduktion trägt Hubert Schonger auch mit seinem Filmverleih zur Verbreitung interessanter Dokumentarfilme in Deutschland bei, wie Nanook of the north – Nanuk, der Eskimo (Robert J. Flaherty. 1922), aus der Beschreibung des Kataloges von Hubert Schonger Naturfilm: Der beste Eskimo-Film. Das Musterbeispiel für den guten Film, der nie veralten wird. Nanuk der Eskimo von Robert J. Flaherty gilt als einer der ersten Dokumentarfilme. Auch Spielfilme gehören zum Repertoire von dem Schonger Filmverleih wie der schwedische Stummfilm Korkarlen – Fuhrmann des Todes von Victor Sjöström (1921) nach der Novelle von Selma Lagerlöf, Die Weber von Friedrich Zelnik (Deutschland 1927) nach dem gleichnamigen Bühnenstück von Gerhart Hauptmann oder die Märchenverfilmung von Wilhelm Hauff Das Steinerne Herz.
1927 stellt die Filmfirma Naturfilm Hubert Schonger, Berlin im Auftrag der NSDAP München den Film Parteitag Nürnberg, der als Fragment überliefert ist, her. 1928 entstehen Stahlhelmtag in Hamburg von Hans Hübotter, der auch bei der Zensurbehörde als der Anwalt von Hubert Schonger Naturfilm auftritt, (die Kamera führen in diesem Film: Robert Eibig, Gustav Stiefel, Richard Boehm, Hubert Schonger und Lorenz Paringer) und Mitteldeutscher Stahlhelmsporttag in Halle (Saale).
1928 filmt Hubert Schonger die Die Kinder-Republik über ein Zeltlager der Roten Falken am Uedersee. 1930 entstehen Lohnbuchhalter Kremke, die erste und einzige Regiearbeit von Marie Harder, der Leiterin des SPD-Film- und Lichtbilddienstes, und Das Hohelied der Kraft von Lorenz Paringer, ein dreiteiliger Kulturfilm mit Spielszenen über die Weltkraftkonferenz 1930. – 1. Teil: Vom Wesen der Elektrizität – 2. Teil: Vom Werden der Elektrizität – 3. Teil: Die Anwendung der elektrischen Energie.
1931 produziert Hubert Schonger für Heinrich Hauser Chicago – Eine Weltstadt in Flegeljahren, einen stummen Dokumentarfilm über Chicago, der die Faszination des Autors Heinrich Hauser angesichts des technischen Fortschritts zeigt, zugleich aber auch die Schattenseiten der Industrieproduktion widerspiegelt. Nach einer einmaligen Aufführung in Berlin landete der Film, als Lehrfilm abgelehnt, im Archiv. 1984 wurde der Film wiederentdeckt und rekonstruiert, für die vorliegende Fernsehfassung mit Tönen und Geräuschen unterlegt und im WDR gezeigt.
Festgehalten wird das Leben in Greetsiel, einem Fischerdorf an der Nordsee, erstmals in dem Dokumentarfilm Fischerkinder an der Nordsee, den der Berliner Naturfilmer Hubert Schonger 1936 unter Mitarbeit des Greetsieler Lehrers Hermann Naber gedreht hat.

### Märchenfilme
Seine erste Verfilmung eines Märchens dreht Hubert Schonger 1938: Schneeweißchen und Rosenrot. Es folgten weiter Märchenverfilmungen 1939 Die Heinzelmännchen (nach der Erzählung Die Wichtelmänner), 1940 Hänsel und Gretel, 1942 Das tapfere Schneiderlein. Für Filmkollegen produziert er Märchenfilme der Gebrüder Grimm: für Alfred Stöger 1938, Tischchen deck dich, Goldesel und Knüppel aus dem Sack und für Carl Heinz Wolff 1939 Schneewittchen und die sieben Zwerge. Indes machte sich auch der Einfluss des Dritten Reiches bemerkbar: 1940 produziert die Hubert Schonger Naturfilm Berlin die Verfilmung des Gedichts von Friedrich Rückert Vom Bäumlein, das andere Blätter hat gewollt, „in dem Animator Heinz Tischmeyer (* 1913) die infame Stürmer-Karikatur eines Juden auftreten ließ“.
Nach dem Zweiten Weltkrieg realisiert er und produziert er weiterhin Märchen der Gebrüder Jacob Grimm und Wilhelm Grimm wie 1947/1948 Frau Holle. 1953 dreht Hubert Schonger gemeinsam mit Walter Oehmichen die Märchenfilme Brüderchen und Schwesterchen und Die goldene Gans. 1949 produziert er für Peter Hamel Hans im Glück und zwei Märchenverfilmungen für Walter Janssen folgen 1954: Hänsel und Gretel und Rotkäppchen und 1959 für Rainer Geis Die Bremer Stadtmusikanten. Insgesamt stellt Hubert Schonger für Erich Kobler vier Märchenverfilmungen her: Schneeweißchen und Rosenrot (1955) Schneewittchen und die sieben Zwerge (1955), Die Heinzelmännchen (1956) und Rübezahl – Herr der Berge (1957). Nach dem Märchen von Wilhelm Hauff: Der kleine Jakob realisiert Hubert Schonger 1952 Zwerg Nase für Francesco Stefani und 1956 Tischlein deck dich für Jürgen von Alten. Für Peter Podehl dreht Hubert Schonger mit seiner Produktionsgesellschaft 1957 Der Wolf und die sieben Geißlein und 1961 Frau Holle.
Diese Märchenverfilmungen werden auch heute noch zum Teil im Fernsehen und im Ausland vor allem in den USA unter folgenden Titeln: The Bremen Town Musicians, Hansel and Gretel, The Big Bad Wolf, Snow White, Snow White and Rose Red, Dwarf Nose, The Shoemaker and the Elves gezeigt.

### Weitere Entwicklungen in der Nachkriegszeit
Auch nach dem Krieg produzierte Hubert Schonger zunächst weiterhin Kulturfilme: Der Film Kongo. Äquator der hundert Gesichter erhielt 1949 bei der Biennale in Venedig eine Goldene Medaille. Mit Gerda Otto, einer Trickfilmemacherin, verwirklicht er 1949 Die wandelnde Glocke und produziert für sie 1951/52 Das Wunderfenster.
1950 dreht Hubert Schonger den Film Paradies auf Erden, eine Expedition in der Schweiz. Für Konrad Lustig produziert Hubert Schonger 1955 den Dokumentarfilm Dein Horoskop – dein Schicksal?, über die Rolle der Astrologie und 1961 für Peter Podehl Hosianna, die Verfilmung des Jugendbuches Ahimeh von Eva Rechlin.
1963 unternimmt Hubert Schonger eine Reise nach Java, Sumatra und Indonesien, hier verwirklicht er nach dem Buch von Peter Fleischmann seinen Film Paradies ohne Sünde. Es folgen 1967 die Produktion von Tanja – die Nackte von der Teufelsinsel von A. Hofherr und 1969 sein eigener Film Die Reise zu den glücklichen Inseln, eine filmische Expedition zu den Pazifikinseln, auf denen schon Friedrich Wilhelm Murnau und Robert J. Flaherty 1931 ihren Film Tabu gedreht haben. Wie der Filmhistoriker Enno Patalas 2003 schreibt, überlässt Hubert Schonger 1971 dem Österreichischen Filmmuseum über 10.000 Meter von Nitrofilm von Tabu, einem Film von Friedrich Wilhelm Murnau von 1931 (8000 Meters Negativ-Material und ca. 1.500 Meter Positivfilm) zusammen mit dem Negativmaterial, das im George Bambridge’s Labor in Papeete entwickelt worden ist.
Neben den Filmexpeditionen produziert die Hubert Schonger Filmproduktion vor allem Heimatfilme aus Bayern: 1957 Zwei Matrosen auf der Alm von Peter Hamel und 1959 O diese Bayern von Arnulf Schröder und Hubertusjagd von Hermann Kugelstadt. Seine Produktionsfirma unterstützt auch junge deutsche Filmemacher, wie Klaus Lemke 1966 mit Henker Tom, der in Kurzfilmfestival in Mannheim mit einem Golddukaten ausgezeichnet wird und in dem Rudolf Thome die Hauptrolle spielt, und wie Peter Fleischmann 1967 mit Herbst der Gammler.
Als Produzent von Bergfilmen ist Hubert Schonger auch international bekannt geworden. 1947 inszeniert der Berg- und Skifilmer Harald Reinl den Kurzfilm Zehn Jahre später von Hubert Schonger und Josef Plesner. Aus dieser Zusammenarbeit entsteht 1948 das Spielfilmdebüt von Harald Reinl Bergkristall – Der Wildschütz von Tirol. Hubert Schonger produzierte diese deutsch-österreichische Koproduktion. Der Film gilt als einer der ersten Heimatfilme nach dem Krieg und entwickelt sich zu einem ungeahnten Achtungserfolg. Mit diesem Film beginnt auch eine erfolgreiche Zusammenarbeit mit bedeutenden Filmkomponisten des deutschen Stummfilms, mit dem Italiener Giuseppe Becce (1877–1973), die sich in drei weiteren Filmproduktionen niederschlägt: in Paradies auf Erden (Hubert Schonger, Schweiz 1950), Hänsel und Gretel (Walter Janssen 1954) und Rotkäppchen (Walter Janssen, BRD 1954). Noch heute werden bei Bergfilm-Festivals die Filmproduktionen von Hubert Schonger als Klassiker vorgestellt, wie Ski Extrem von Jürgen Gorter Junior (1968) und die Filme von Lothar Bandler Da lacht Tirol (1967) mit Beppo Brem und Der Blitz – Inferno am Montblanc (1971/1972).

### Filmverleih
Neben der Produktion widmet sich die Hubert Schonger Filmproduktion auch dem Filmverleih. Neben den eigenen Produktionen werden Filme wie z. B. Senora di Fatima – Das Wunder von Fatima (Rafael Gil, Spanien Portugal 1951) mit Ines Orsini und Fernando Rey, Hinter Klostermauern (Harald Reinl, 1952), die Universum Film (UFA)-Produktionen wie Hochzeitsreise (Karl Ritter Deutschland 1940) und Eine alltägliche Geschichte (Günter Rittau, Deutschland 1944/48), die Tobis-Produktion von 1940 Die drei Codonas von Arthur Maria Rabenalt mit René Deltgen und Ernst von Klipstein oder Die heimliche Gräfin (Géza von Cziffra, Österreich 1943–1944) sowohl für das normale Kinopublikum als auch für das Heimkino als Schmalfilme (8 mm und 16 mm) vertrieben.

## Filmografie

### Regie
- 1923: Mellum, das Vogelparadies in der Nordsee (gemeinsam mit Hermann Hähnle)
- 1929: Durch das schöne Westfalen (5 Teile: 1. Das Münsterland, 2. Um Ruhr und Lippe, 3. Sauerland, Siegerland und Wittgensteiner Land, 4. Das Sauerland und die Soester Börde, 5. Teutoburger Wald und Weserbergland)
- 1932: Ein Volk erwacht
- 1932: Zwischen Bergen, Schornsteinen und Wasserburgen (4. Teile: 1. Das Münsterland 2. Industrieland 3. Sauerland, Siegerland und Wittgensteiner Land 4. Um Teutoburger Wald und Weser)
- 1932: Zwischen Feuer und Eis
- 1934: Das Leben lacht (gemeinsam mit Willy Lichtwarck, Hans Egon Koch)
- 1936: Fischerkinder an der Nordsee (Mitarbeit von Hermann Naber)
- 1939: Die Heinzelmännchen
- 1939: So ist Mexiko
- 1940: Frieder und Catherlieschen
- 1940: Hänsel und Gretel
- 1942: Das tapfere Schneiderlein
- 1947: Zehn Jahre später (gemeinsam mit Josef Plesner)
- 1947/1948: Frau Holle
- 1948: Ein Fass voll Spaß
- 1948: Das verzauberte Tüchlein
- 1948: Das Glücksschwein
- 1949: Auf großer Fahrt
- 1949: Die wandelnde Glocke (gemeinsam mit Gerda Otto)
- 1950: Paradies auf Erden
- 1953: Brüderchen und Schwesterchen (gemeinsam mit Walter Oehmichen)
- 1953: Die goldene Gans (gemeinsam mit Walter Oehmichen)
- 1961: Bergwild
- 1961: Junges Senegal
- 1961: Weiße Schwingen über dem Schilf
- 1963: Paradies ohne Sünde

### Drehbuch
- 1942: Das tapfere Schneiderlein (Hubert Schonger)
- 1949: Bergkristall (Der Wildschütz von Tirol, Harald Reinl)
- 1950: Paradies auf Erden (Hubert Schonger)
- 1956: Die Heinzelmännchen (Erich Kobler – Drehbuch zusammen mit Erich Kobler, Konrad Lustig)
- 1959: Die Bremer Stadtmusikanten (Rainer Geis)

### Produktion
- 1923: Mellum, das Vogelparadies in der Nordsee (Hubert Schonger, Hermann Hähnle)
- 1923/24: Die Hochseefischerei im Winter
- 1923/24: Naturkunde aus dem deutschen Wald
- 1923/24: Der neuzeitliche Bau von Elektromotoren
- 1924: Die Binnenseefischerei im Winter
- 1924: Hiddensee (Kamera: Hubert Schonger, Karl Trautwein, Hans Brehmer, Gustav Stiefel)
- 1924: Schaffendes Volk – Fröhliches Volk
- 1924: Sonnenmenschen
- 1924: Das steinerne Meer (Sonnenkinder)
- 1924: Winzerfest der Lößnitz
- 1924: Wisent in Not
- 1925: Ägypten, das Land der Pyramiden
- 1925: Aus dem Bayrischen Wald. 1. Teil: Der Bayrische Wald im Sommer
- 1925: Das Gewitter, Blitzgefahr und ihre Bekämpfung
- 1925: Der Silberfuchs
- 1925/1926: Deutsche Silberfuchszucht
- 1925/1926: Im Bruch und Moor
- 1926: Island
- 1926: Landwirt, schütze Dein Eigentum
- 1926: Schlesierland
- 1926: Schrift und Schreibwerkzeuge
- 1926/1927: Auf einer Braunkohlengrube in der Niederlausitz
- 1926/1927: Beim Köhler
- 1926/1927: Kampfläufer
- 1927: Der Buchfink
- 1927: Einweihung der Feuerwehrschule Bahrensdorf mit Erholungsheim
- 1927: Die Fabrikation von Porzellan
- 1927: Familie Adebar
- 1927: Giganten auf Schienen
- 1927: Der Hänfling
- 1927: Hagen, die Eingangspforte zum sauerländischen Gebirge
- 1927: Der Harz
- 1927: Hoch die edle Falknerei
- 1927: Karpfen
- 1927: Koks
- 1927: Lachszucht
- 1927: Lachsfang am Oberrhein
- 1927: Im Bergwerk
- 1927: Im Spreewald. Ein Bild deutscher Heimat im Wechsel der Jahreszeiten
- 1927: In einer Silberfuchsfarm
- 1927: Der Naturschutzpark in der Lüneburger Heide
- 1927: Parteitag Nürnberg 1927 (NSDAP)
- 1927: Schlesien
- 1927: Schwäne
- 1927: Der Stahlhelm ehrt Hindenburg
- 1927: Der Stahlhelm in Berlin
- 1927: Storch in Not
- 1927: Unser Storch
- 1927: Vom Murmeltier
- 1927: Weltrekord im Segelflug
- 1927: Winter im Bayerwald
- 1927: Zentralflughafen Berlin
- 1927/1931: Der Frosch
- 1927/1928: In den Schiefergruben des Sauerlandes
- 1927/1928: Iserlohn in Westfalen
- 1927/1928: Lübben, der Spreewaldkreis
- 1927/1928: Vom Stahlblock zum Feinblech
- 1928: Armenische Flüchtlinge in Syrien
- 1928: Aus dem Bayrischen Wald
- 1928: Bei Holzhauern und Glasbläsern
- 1928: Ein Besuch im V.D.A-Kinderheim Crossen an der Oder
- 1928: Die deutschen Leichtathleten bereiten sich zu den Olympischen Spielen vor
- 1928: Die deutschen Leichtathleten rüsten zur Olympiade. 1. Teil
- 1928: Die deutschen Leichtathleten rüsten zur Olympiade. 2. Teil
- 1928: Eisfischerei im Kurischen Haff
- 1928: Erlauschtes aus dem deutschen Wald
- 1928: Das Getränk der Millionen
- 1928: Die Gewinnung des Tetrakarnits und seine Anwendung in der Färberei
- 1928: Hinter Motorpflug und Schraubstock
- 1928: In der Jahnstadt Freyburg an der Unstrut
- 1928: Im Herzen des Sauerlandes
- 1928: Im Reich der Kinder
- 1928: Im Vogelparadies der Nordsee
- 1928: Karte und Atlas
- 1928: Die Kinderrepublik
- 1928: Kreis Altena, im Herzen des märkischen Sauerlandes
- 1928: Kreis Fredeberg-Neumark. Von der Endmoräne bis zur Kunststrasse
- 1928: Der Kreis Meschede
- 1928: Kreis Wittgenstein, Regierungsbezirk Arnsberg, Westfalen
- 1928: Mellum, das Wattenmeer
- 1928: Mitteldeutscher Stahlhelmsporttag in Halle S.
- 1928: Ostpreußische Stahlhelm-Tagung am 2. und 3, Juni 1928
- 1928: Das Protos-Bügeleisen
- 1928: Die Protos-Geräteanschlußschnurr
- 1928: Die Protos-Heißluftdusche
- 1928: Sachsenfilm vom 14. Turnfest in Köln (21. – 29. Juli 1928)
- 1928: Stahlhelm-Filmbericht 1 – Einweihung des Stahlhelmheimes Arendsee
- 1928: Stahlhelm-Filmbericht 2 – Der Stahlhelm begrüßt die Ozeanflieger
- 1928: Stahlhelm-Norwegenfahrt 1928
- 1928: Stahlhelmtag in Hamburg – Zeugen aus großer Zeit (Hans Hübotter)
- 1928: Unsichtbare Kräfte (4. Teile)
- 1928: 14. Deutsches Turnfest in Köln (22.–29. Juli 1928)
- 1928: Von der Drahtrolle zur Nähnadel
- 1928: Eine Winterwanderung durch den Bayrischen Wald
- 1928: Zeugen aus großer Zeit
- 1928/1929: Eine schöne, alte Stadt
- 1928/1929: Im Land des Vogelzuges. Bilder von der Kurischen Nehrung
- 1928/1929: Der Kampf um die Erhaltung unserer Gewässer
- 1928/1929: Stettiner Hausfrauen
- 1928/1929: Ein Wintertag im Harz
- 1929: Aalfang in der Elbe und des Aales wundersame Lebensgeschichte
- 1929: Eine alte Stadt am Harz
- 1929: Am Rande des ewigen Eises
- 1929: Aus der sozialen Arbeit des Stahlhelms
- 1929: Der balzende Auerhahn
- 1929: Das braune Geheimnis
- 1929: Durch das schöne Westfalen (5 Teile) (Hubert Schonger)
- 1929: Erz
- 1929: Forellenzucht
- 1929: Frohe Menschen
- 1929: Frühling am Rhein
- 1929: Die Herstellung von Sicherungspatronen bei der Voigt & Haeffner A.-G.
- 1929: Holzritt auf dem Königssee
- 1929: Die Orientmission
- 1929: Sonniges Land 2. Teile
- 1929: Ein Tag auf Burg Altena
- 1929: Unsichtbare Kräfte 5. Teil, 6. Teil. 7. Teil.
- 1929: Unter Schwarz-Weiß-Rot nach der grünen Steiermark
- 1929: Die V.D.A. in Kiel
- 1929/1930: Adler und Falken
- 1929/1930: Ein angenehmer Hausfreund
- 1929/1930: Bei einem alten Uhrmacher
- 1929/1930: Fröhliches Villingen
- 1929/1930: Die Jungmädelstadt Gernrode
- 1929/1930: Kunstturnen
- 1930: Achtung! Achtung! Mitteldeutsches Landesturnerfest Halberfest
- 1930: Ahoi! Ein Film von der Elbe (Friedrich Krüger, Kamera: Hans Egon Koch)
- 1930: Armeniernot und Christenhilfe
- 1930: Aus der Arbeit der Dr. Lepsius Deutschen Orient-Kommission 2. Teil: Arbeitsgebiet Syrien.
- 1930: Berlin
- 1930: Bilder aus dem Grenzkreise Friedeberg in der Neumark
- 1930: Bilder aus dem Leben der Vögel
- 1930: Das Deutsche Turnfest 1928 in Köln
- 1930: Durch den Schwarzwald zum „schwäbischen Meer“
- 1930: Erleichterung des Berufsarbeit durch Verwendung von Elektrizität für Licht, Kraft und Wärme
- 1930: Ein Hochhaus wird gebaut
- 1930: Fröhliches Turnen
- 1930: Das Hohelied der Kraft (Lorenz Paringer)
- 1930: Hygienisch einwandfrei Milchgewinnung und Verarbeitung durch Elektrizität
- 1930: Kampf dem Staube
- 1930: Das Kochen, Braten und Backen auf dem elektrischen Herd braucht nicht beaufsichtigt werden
- 1930: Kraftwerk Thüringen
- 1930: Lachendes Leben
- 1930: Lasst deutsche Schornsteine rauchen
- 1930: Lohnbuchhalter Kremke
- 1930: Die Lüneburger Heide
- 1930: Im Spreewald – Eine Wanderung durch den Kreis Lübben
- 1930: Schaffendes Villingen
- 1930: Schafft Kraft und Freude
- 1930: Eine schöne, alte Stadt
- 1930: Vogelschutz
- 1930: Von der Kohle zur Elektrizität
- 1930: Der Wecker
- 1930: Wege zur Freude
- 1930: Welthafen Hamburg
- 1930: Wenn wir schreiten Seit’ an Seit’
- 1930: Zur Körper und Gesundheitspflege braucht man viel Zeit oder …
- 1930/31: Der Arbeitstag der Bauernfrau
- 1930/31: Dienst an der Jugend
- 1930/31: Goldener Alltag
- 1930/31: Helgoland
- 1930/31: Die Mosel
- 1931: Am Anfang war die Kraft
- 1931: Aus dem Leben und der Arbeit des Teltower M.T.V.
- 1931: Da wo der Rhein gen Norden zieht
- 1931: Der deutsche Karpfen
- 1931: Es wächst ein Geschlecht – Turnerinnen (Willy Wagner)
- 1931: Ein Film vom Kreisturnfest der Ostmark
- 1931: 75 Jahre Verband Deutscher Ingenieure Denkmalsweihe in Alexisbad
- 1931: Glatter Start, sichere Fahrt
- 1931: Jugend der Tat
- 1931: Magdeburg
- 1931: Kind in Sonne
- 1931: Mit dem großen Garn
- 1931: Der schaffende Rhein (Hans Wüstemann)
- 1931: Schwäbische Heimat. Schwabenfilm 2. Teil
- 1931: Weltstadt in Flegeljahren. Ein Bericht über Chicago (Heinrich Hauser)
- 1931/1932: Der Gehalt macht’s
- 1931/1932: Gespeicherte Kraft
- 1931/1932: Silber aus Gmünd
- 1932: Burschen heraus
- 1932: Deutsche Sinfonie
- 1932: Freiwillige vor
- 1932: Gesunde Fischkost
- 1932: Kinderland – Sonnenland
- 1932: Das klingende Wunder
- 1932: Radiumtherapie in der allgemeinen Praxis
- 1932: Stahlhelm marschiert
- 1932: Technische Kulturdenkmale – Teil 1.
- 1932: Über den Parteien. 2. Stahlhelmführer-Tagung 4./5. Mai 1932 in Magdeburg
- 1932: Unsere Zukunft liegt in Deutschland
- 1932: Ein Volk erwacht (Hubert Schonger)
- 1932: Wille und Wehr
- 1932: Zwischen Bergen, Schornsteinen und Wasserburgen (4. Teile: 1. Das Münsterland 2. Industrieland 3. Sauerland, Siegerland und Wittgensteiner Land 4. Um Teutoburger Wald und Weser) (Hubert Schonger) (Kamera: Gustav Stiefel)
- 1932: Zwischen Feuer und Eis (Hubert Schonger)
- 1932/33: Am Horst der wilden Adler (Regie und Kamera: Walter Hege)
- 1932/33: Die Jungfrau
- 1932/33: Der Tag der Soldaten
- 1933: Auf der Suche nach Atlantis
- 1933: Berlin 1933
- 1933: Bilder aus dem Schwarzwald und vom Bodensee
- 1933: Bundesfeier zum 10jährigen Bestehen des Bundes Königin Luise, Potsdam – Berlin 1933
- 1933: Hakenkreuz am Stahlhelm (Kamera: Hans Egon Koch)
- 1933: Kampf mit dem Staube (Hans Wittemeier)
- 1933: Selbstständige Lichtbogen-Schweißeinrichtungen
- 1933: Der warnende Ruf
- 1934: Am Spinnrad unserer Zeit
- 1934: Im Spreewald
- 1934: Kampf mit dem Moor (Kamera: Franz Klein)
- 1934: Das Leben lacht (Hubert Schonger, gemeinsam mit Willy Lichtwarck, Hans Egon Koch)
- 1934: Nach Südamerika in drei Tagen
- 1934: Neues Leben an Sieg und Rhein
- 1934: Württemberg
- 1935: Segen auf deutscher Erde
- 1935: Wunderwelt der Gotik
- 1935/1936: Gesamthimmelansichten
- 1936: Auf einer deutschen Hazienda in Mexiko
- 1936: Fischerkinder an der Nordsee (Hubert Schonger, Mitarbeit von Hermann Naber)
- 1936: Sisalernte auf Yucatan
- 1937: Läppen von Kolbenbolzen
- 1938: Forschungsfahrt zu den Höhlenwundern (Kamera: Hans Egon Koch)
- 1938: Schneeweißchen und Rosenrot (Hubert Schonger)
- 1938: Tischchen deck dich, Goldesel und Knüppel aus dem Sack (Alfred Stöger)
- 1939: Die Heinzelmännchen (Hubert Schonger)
- 1939: Schneewittchen und die sieben Zwerge (Carl Heinz Wolff)
- 1939: So ist Mexiko (Hubert Schonger)
- 1940: Großer Tag in Ruhleben (Heinz Paul)
- 1940: Hänsel und Gretel (Hubert Schonger)
- 1940: Luftschutz auch auf dem Lande
- 1940: Vom Bäumlein, das andere Blätter hat gewollt (Heinz Tischmeyer)
- 1941: Das tapfere Schneiderlein (Hubert Schonger)
- 1942: Im Osten bricht das Eis (Kamera: Gustav Stiefel)
- 1942: Männer, Meer und Stürme
- 1942: Das Feuerzeug (Max Jacob)[7]
- 1942/1943: Die Mondlaterne
- 1947: Zehn Jahre später (gemeinsam mit Josef Plesner)
- 1947/1948: Frau Holle (Hubert Schonger)
- 1948: Das Glücksschwein (Hubert Schonger)
- 1948: Ein Fass voll Spaß (Hubert Schonger)
- 1948: Das verzauberte Tüchlein (Hubert Schonger)
- 1949: Auf großer Fahrt (Hubert Schonger)
- 1949: Bergkristall (Der Wildschütz von Tirol) (Harald Reinl)
- 1949: Hans im Glück (Peter Hamel)
- 1949: Die wandelnde Glocke (Hubert Schonger, Gerda Otto)
- 1950: Paradies auf Erden (Hubert Schonger)
- 1951/52: Das Wunderfenster (Gerda Otto)
- 1952: Zwerg Nase (Francesco Stefani)
- 1953: Brüderchen und Schwesterchen (Walter Oehmichen, Hubert Schonger)
- 1953: Die goldene Gans (Walter Oehmichen, Hubert Schonger)
- 1953: Paradies ohne Sünde (Hubert Schonger)
- 1954: Hänsel und Gretel (Walter Janssen)
- 1954: Rotkäppchen (Walter Janssen)
- 1955: Dein Horoskop – dein Schicksal? (Konrad Lustig)
- 1955: Schneewittchen und die sieben Zwerge: (Snow white) (Erich Kobler)
- 1955: Schneeweißchen und Rosenrot (Erich Kobler)
- 1956: Die Heinzelmännchen (Erich Kobler)
- 1956: Tischlein deck dich (Jürgen von Alten)
- 1957: Die Eintagsfliege (Peter Fleischmann)
- 1957: Jazz im Kreml (Peter Schamoni)
- 1957: Moskau 1957 (Peter Schamoni)
- 1957: Rübezahl – Herr der Berge (Erich Kobler)
- 1957: Der Wolf und die sieben Geißlein (Peter Podehl)
- 1957: Zwei Matrosen auf der Alm (Peter Hamel)
- 1959: Die Bremer Stadtmusikanten (Rainer Geis)
- 1959: Hubertusjagd (Hermann Kugelstadt)
- 1959: Oh, diese Bayern! (Arnulf Schröder)
- 1961: Bergwild (Hubert Schonger)
- 1961: Frau Holle (Peter Podehl)
- 1961: Hosianna (Peter Podehl)
- 1961: Geschichte einer Sandrose (Peter Fleischmann)
- 1961: Junges Senegal (Hubert Schonger)
- 1961: Weiße Schwingen über dem Schilf (Hubert Schonger)
- 1962: Brot der Wüste (Peter Fleischmann)
- 1963: Paradies ohne Sünde (Hubert Schonger)
- 1964: Der Test (Peter Fleischmann)
- 1965: Antiquitäten (Marran Gosov)
- 1966: Henker Tom (Klaus Lemke)
- 1966: Power Slide (Marran Gosov)
- 1966: Sensation Alpen (Lothar Brandler)
- 1967: Da lacht Tirol (Lothar Brandler)
- 1967: Herbst der Gammler (Peter Fleischmann)
- 1967: Tanja – Die Nackte von der Teufelsinsel (A. Hofherr)
- 1968: Nicht fumm (Dirk Walbrecker)
- 1968: Reise zu den glücklichen Inseln
- 1968: Ski Extrem (Jürgen Gorter junior)
- 1971/1972: Der Blitz – Inferno am Montblanc (Lothar Brandler)